# Route 15 (Manitoba)
La Route 15 (PTH 15) est une route provinciale du Manitoba. Elle relie la route périphérique de Winnipeg à Elma où elle se termine à la jonction avec la route 11. La route 15 porte le nom de Dugald Road.

## Description du tracé
La route 15 débute aux limites est de Winnipeg à une intersection avec la route 101 (Perimeter Highway). Elle est le prolongement de la route 115 (Dugald Road) dans les limites de la ville. La route se dirige vers l'ouest et passe par Dugald. Elle se poursuit vers l'est en passant par Anola, Vivian et Nourse.
La route 15 entre alors dans un territoire plus boisé et passe par Sainte-Rita, Contour, Lewis et Stony Hill avant d'atteindre la communaité d'Elma. Elle y prend fin alors qu'elle rencontre la route 11 sur les rives de la rivière Whitemouth.

## Intersections majeures
| Division                                      | Ville    | km    | Destinations                                        | Notes                                               |
| --------------------------------------------- | -------- | ----- | --------------------------------------------------- | --------------------------------------------------- |
| No. 11                                        | Winnipeg | 0,00  | Route 115 ouest (Dugald Road)                       | La PTH-15 ouest devient la Route 115 ouest          |
| No. 11                                        | Winnipeg | 0,00  | PTH-101 (Perimeter Highway) – Brandon               |                                                     |
| No. 12                                        |          | 0,40  | Traverse le Canal de dérivation de la rivière Rouge | Traverse le Canal de dérivation de la rivière Rouge |
| No. 12                                        |          | 1,80  | PR 207 (Deacon Road) – Lorette                      |                                                     |
| No. 12                                        | Dugald   | 8,30  | PR 206 – Landmark, Oakbank                          |                                                     |
| No. 12                                        | Anola    | 23,00 | PTH-12 (MOM's Way) – Beauséjour, Steinbach          |                                                     |
| No. 12                                        |          | 33,00 | PR 302 nord – Beauséjour                            | Terminus ouest du multiplex avec la PR 302          |
| No. 12                                        |          | 34,30 | PR 302 sud – Richer, La Broquerie                   | Terminus est du multiplex avec la PR 302            |
| No. 1                                         |          | 75,00 | PR 406 nord – Whitemouth                            | Terminus sud de la PR 406                           |
| No. 1                                         | Elma     | 75,50 | PTH-11 nord – Hadashville, Lac-du-Bonnet            |                                                     |
| - Terminus de multiplex - Transition de route |          |       |                                                     |                                                     |